# 2004年アテネオリンピックのナイジェリア選手団
2004年アテネオリンピックのナイジェリア選手団（2004ねんアテネオリンピックのナイジェリアせんしゅだん）は、2004年8月13日から8月29日にかけてギリシャの首都アテネで開催された2004年アテネオリンピックのナイジェリア選手団、およびその競技結果。

## 概要
今大会は銅メダル2個、合計2個のメダルを獲得した。

## メダル
| メダル | 選手名                                                                            | 競技 | 種目             |
| ------ | --------------------------------------------------------------------------------- | ---- | ---------------- |
| 銅     | オルソジ・ファスバ ウチェナ・エメドル アーロン・エグベレ デジ・アリウ             | 陸上 | 男子4×100mリレー |
| 銅     | ジェームス・ゴッデイ ムサ・アウドゥ サウル・ウェイゴプワ エネフィオク・ウドオボン | 陸上 | 男子4×400mリレー |